# Plavecký Peter
Plavecký Peter (Hongaars: Detrekőszentpéter) is een Slowaakse gemeente in de regio Trnava, en maakt deel uit van het district Senica.
Plavecký Peter telt 632 inwoners.

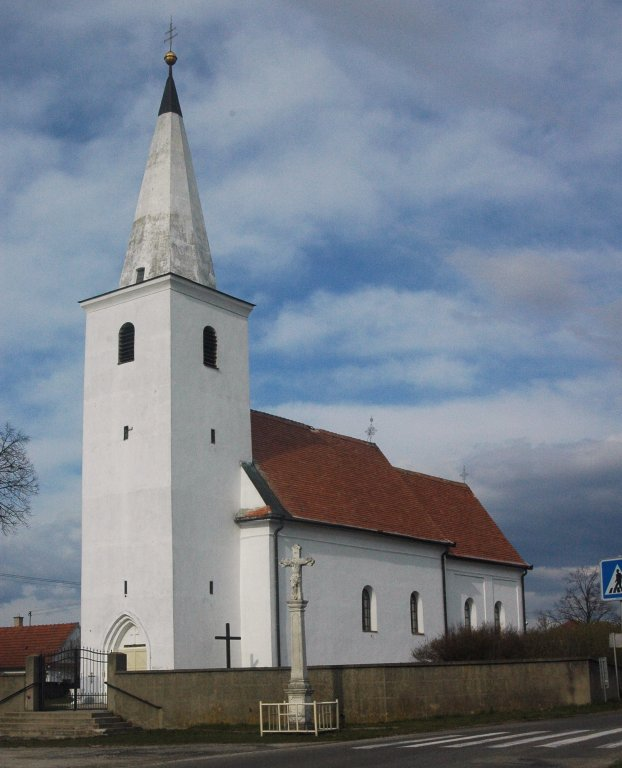
Kerk van Plavecký Peter
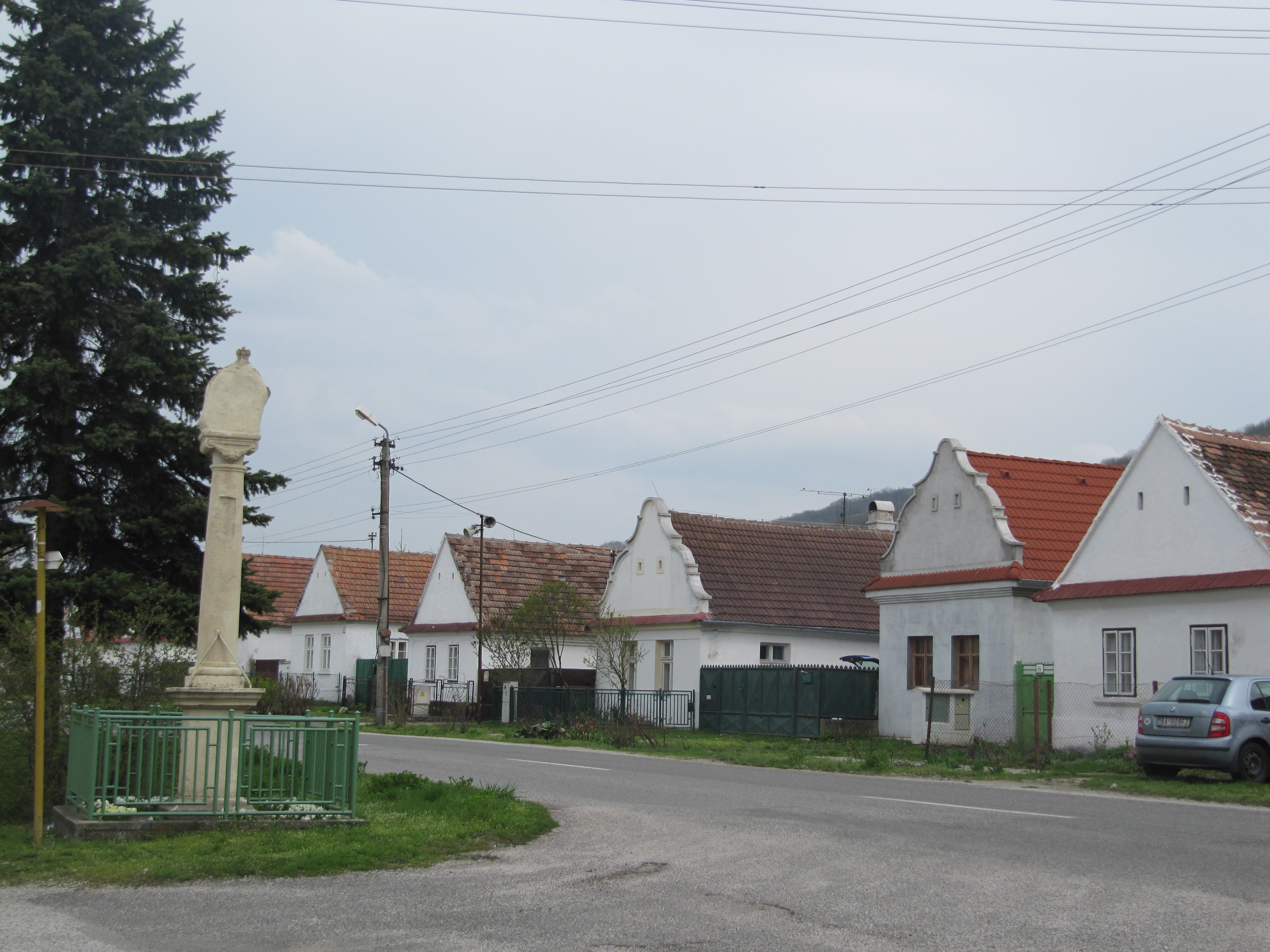
Centrum van Plavecký Peter